# Шилоах, Реувен
Реувен Шилоах (ивр. ראובן שילוח‎), вариант Шилой, имя при рождении — Рувим Засланский или Заслани (20 декабря 1909 года, Иерусалим — 10 мая 1959 года, там же) — израильский государственный деятель, создатель израильских спецслужб, первый директор израильской внешней разведки «Моссад», дипломат.

## Биография
Родился в декабре 1909 года в Иерусалиме в ортодоксальной еврейской семье. Его отец Ицхак Засланский был потомственным раввином.
В 15 лет вступил в ряды подпольной еврейской организации «Хагана».
Женился в 1936 году в Нью-Йорке, жена — Бетти Борден.
Скончался в 1959 году от сердечной болезни, диагноз которой так никогда и не был установлен.

## Работа в Еврейском агентстве
Работал в политическом отделе Еврейского агентства («Сохнут»). В августе 1931 года был направлен с разведывательными целями в Ирак. Работа Шилоаха в Ираке продолжалась три года. Всё это время под видом учителя он занимался созданием мощной агентурной сети. В этот период он, познакомившись с курдским меньшинством в Ираке, понял, что евреи могут найти союзников на периферии арабского мира. «Периферийная философия» стала впоследствии основой политики Израиля.
После возвращения из Ирака вновь работал в Еврейском агентстве, отвечал за связи с британской администрацией подмандатной Палестины.

## Руководство спецслужбами Израиля
С 1936 года Шилоах в сотрудничестве с Эзрой Даниным, Шаулем Мейеровым и другими деятелями «Хаганы» создавал первую спецслужбу будущего еврейского государства — «Шай» (Шерут едиот).
Во время второй мировой войны налаживал контакты с американским Управлением стратегических служб и британской разведкой СИС.
В июне 1948 года занимался реорганизацией «Шай» и созданием новых израильских спецслужб в качестве советника премьер-министра по внешней политике и стратегическим вопросам.
После окончания первой арабо-израильской войны создал комитет руководителей разведслужб «Вараш» и возглавил его. Получил прозвище Господин Разведка.
Реувен Шилоах сформулировал цели и задачи израильских спецслужб, которые остаются актуальными по сей день:

Арабы являются врагом номер один еврейской общины, и в арабскую среду надо внедрять профессиональных агентов. Израильская разведка не должна ограничиваться рамками Палестины. Она должна выполнять роль еврейско-сионистского гаранта безопасности евреев по всему миру. Тайная деятельность должна основываться на современной технологии, использовать новейшие достижения в области шпионажа, поддерживая связи с дружественными службами США и европейских стран.

В сентябре 1952 года он был тяжело ранен в автомобильной аварии и после этого оставил работу в спецслужбах.

## Дипломатическая работа
После ухода в отставку с поста директора «Моссад» Шилоах сменил Аббу Эвена на посту посла Израиля в США.